# M1917軽戦車
M1917は、アメリカ合衆国において小改良を加えライセンス生産されたFT-17軽戦車である。アメリカにおいて初めて量産された戦車でもあり、アメリカ陸軍では1918年10月に採用された。
アメリカ陸軍では1918年から1919年にかけておよそ4,440両を発注し、キャンセルまでにおよそ950両を受領した。ただし、いずれも第一次世界大戦中にヨーロッパ戦線へ派遣されることはなかった。

## 歴史
1917年4月、連合国の一員として第一次世界大戦に参戦した段階で、アメリカは戦車を保有していなかった。参戦翌月、アメリカ遠征軍(AEF)では英・仏の戦車運用に関する調査を行い、戦争遂行の為にはアメリカ軍においても軽戦車および重戦車が不可欠であり、これを早急に調達すべきであると報告した。これを受け、米仏英共同で新型重戦車（マーク VIII 戦車）の開発が始まった。しかしこれを十分な数を調達するには翌年4月まで掛かる見通しとなった為、連合国戦車委員会(Inter-Allied Tank Commission)はアメリカ軍に対するフランス製FT-17軽戦車の供与を決定したのである。
調達目標数は当初1,200両とされていたが後に4,400両まで増加され、これに加えて、ライセンス生産のためのサンプルのFT-17戦車を始めとする研究資料および部品がアメリカへと送られた。設計は「6トン特殊トラクター」(Six-ton Special Tractor)の秘匿名称の元で武器省が主導し、製造はいくつかの民間メーカーに打診された。しかし、ここで多くの問題が浮上する。まずFT-17戦車の設計国であるフランスはメートル法を採用していたが、アメリカではヤード・ポンド法が使用されており、この単位系の差により米仏間で部品および製造施設の工業機械等の互換性が失われていた。さらに軍部と民間メーカー間の連携の欠如、非協力的な官僚、既得権益の存在などがプロジェクトの進行を大きく遅延させた。
当初、フランス軍では1918年4月までに300両程度のM1917戦車が確保されることを期待していたが、実際に生産が始まるのは秋になってからで、最初の車両が完成したのは10月になってからだった。休戦から9日過ぎた11月20日になって、ようやく2両のM1917戦車がフランスに送られる。12月にはさらに8両が送られた。1918年夏にはM1917戦車の供給がほぼ不可能と判断され、アメリカ軽戦車旅団は代わりにフランスから供与されたFT-17戦車144両を配備した。
戦後、ヴァン・ドーン鉄鋼所(Van Dorn Iron Works)、マクスウェル・モーター(Maxwell Motor Co.)、C.L.ベスト(C.L. Best Co.)の3メーカーで950両のM1917戦車が製造された。うち374両は37 mm砲を、526両は機関銃を、50両は無線信号機を搭載した。これらはアメリカ国民軍戦車隊に配備された。同部隊はフランス戦線から戻った200両程度のFT-17戦車も保有していた。

## FT-17軽戦車との差異
M1917戦車とFT-17軽戦車の間には、いくつかの顕著な差がある。例えば防盾は主砲を換装する為に新たに設計されたものが採用されている。FT-17軽戦車の防盾では、砲身は左側から突き出していたが、M1917戦車の防盾では右側に寄っている。またFT-17軽戦車では鋼鉄製の誘導輪が使用されていたが、M1917戦車では鋼鉄の縁が付いた木製のものに改められた。砲塔下の正面装甲も、操縦手の外部確認用スリットが追加された為にわずかに形状が異なる。加えて、FT-17軽戦車の砲塔は丸型のものがおよそ半数を占めたが、M1917戦車の砲塔は全て角型であった。
内部の構造にもいくらか改良が加えられている。エンジンは42馬力のブダ社製液冷直列4気筒ガソリンエンジンに交換されている。

## 運用

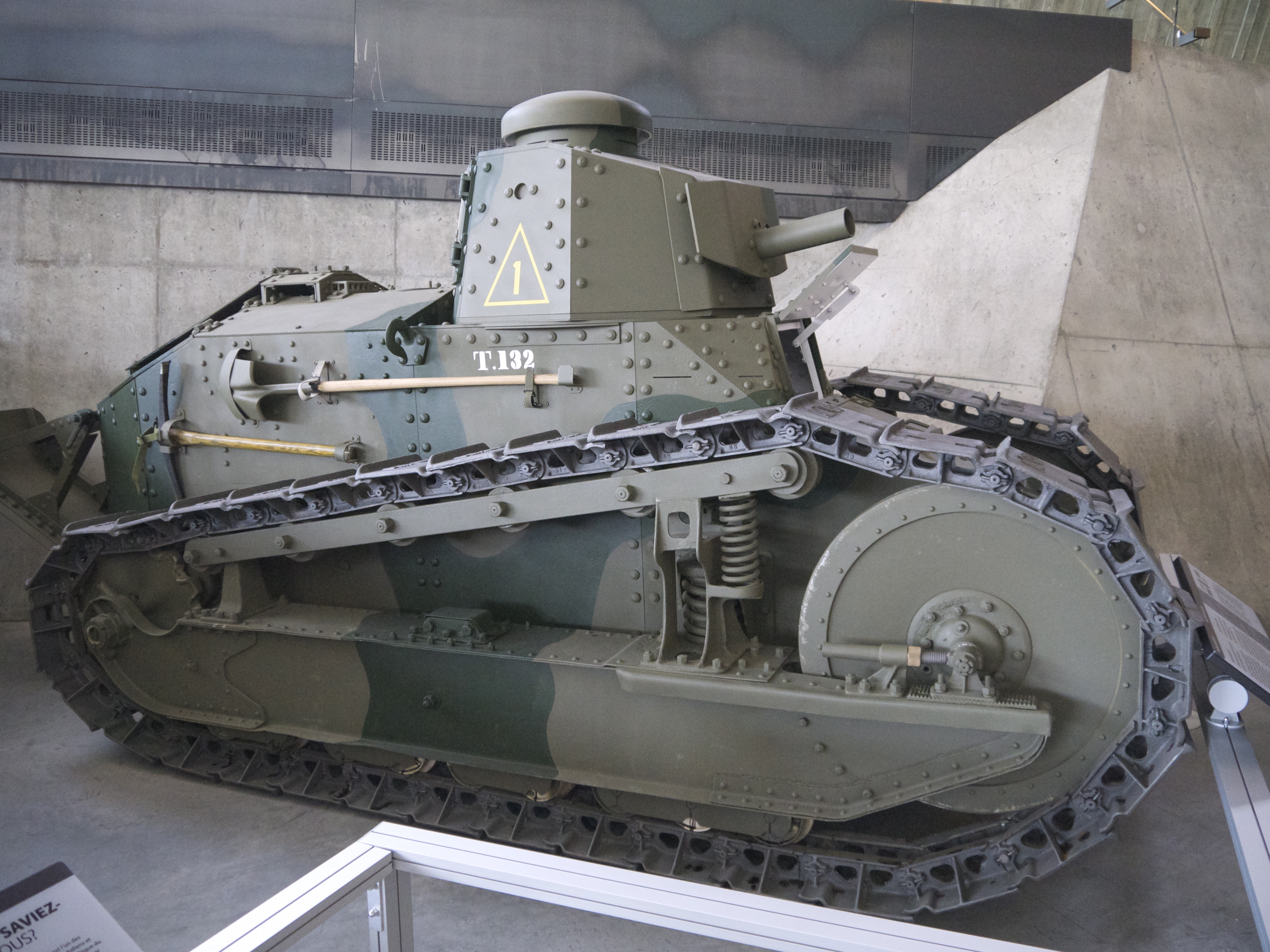
カナダ戦争博物館に展示されるM1917戦車

M1917戦車は一切の実戦に使用されなかった。
M1917戦車を運用していた戦車隊(Tank Corps)は1920年6月に解散し、以後は歩兵科による運用が行われた。また戦車部隊の規模も縮小が決定し、車両の数自体も削減された。
1927年4月、スメドレー・バトラー将軍が指揮する米海兵遠征部隊に所属する5両のM1917戦車が天津でのパレードに参加したが、空砲を含め発砲が行われたという記録はない。これらの車両は1928年末までに米本土へ帰還している。
1932年6月、ボーナスアーミー事件の鎮圧を行うべく、ジョージ・パットン少佐に率いられた6両のM1917戦車がワシントンD.C.に展開した。パットンはこれらの車両が抑止効果を期待してトラックによって運搬されたのだと日記に書き記しているが、現在ではこれらの車両がペンシルバニア大通りを自走する様子を捉えたフィルムも見つかっている。いずれにせよ、発砲などは行われていないとされる。
1940年、カナダ陸軍は250両のM1917戦車をスクラップとしての価格（1両240ドル程度）で購入し、王立カナダ機甲軍団での訓練などに使用した。

## 派生型
M1917A1
1929年に、1輌のM1917にトラック用のフランクリン製空冷直列6気筒ガソリンエンジン（67馬力）を搭載した改良型。M1917と比べるとエンジン室が1フィートほど拡張されている。
なお、この67馬力エンジンは、日本の石川島自動車製作所によって「スミダC6」の名称でライセンス生産され、九二式重装甲車に搭載されている。
1930年から1931年にかけて、7輌のM1917がフランクリン製100馬力エンジンに換装された。これにより最高速度が14.48 km/hに向上した。
エンジン出力に対し、最高速度が低すぎるのは、サスペンションや転輪などの足回りが、高速走行向きではなかったためである。これが、旧式のルノー FT-17 軽戦車をベースとする、M1917軽戦車の設計の限界であり、性能向上の余地はほとんどなかったのである。

## 映画への出演
M1917は実戦への投入こそされなかったものの、第一次世界大戦から戦間期にかけてアメリカ国内で撮影された映画では、FT-17軽戦車の代役としてM1917が使用されることも多かった。